# Crossogyna robusta
Crossogyna robusta là một loài rêu tản trong họ Jungermanniaceae. Loài này được (Austin) Schljakov miêu tả khoa học lần đầu tiên năm 1975.